# Produção de abacate no México

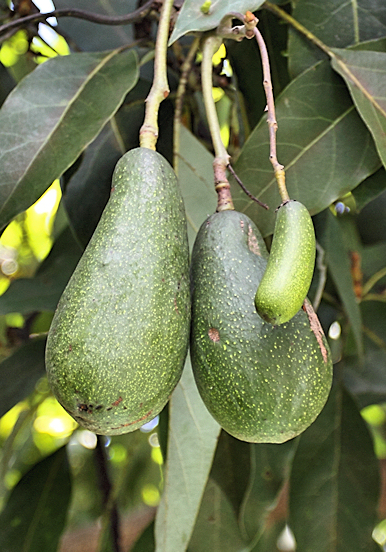
Um abacate sem sementes crescendo próximo a dois abacates comuns em Oaxaca.

A produção de abacate é importante para a economia mexicana, sendo o país o maior produtor mundial dessa fruta.
O México fornece 45% do mercado internacional de abacate. Dos 57 países produtores de abacate, os outros grandes produtores são República Dominicana, Peru, Colômbia e Indonésia, nessa ordem.

## Abacate no México
O abacate é nativo do México Central, onde sua história antiga, estabelecida por evidências arqueológicas de Claude Earle Smith Jr., que descobriu cotilédones de abacate, onde permanece dentro de depósitos da caverna Coxcatlán, em Tehuacán, no estado de Puebla, que datam de cerca de 10.000 anos atrás. O estado de Nuevo León possui remanescentes de abacateiros primitivos. Ele se espalhou para outros países nas Américas, incluindo os Estados Unidos. É um "alimento funcional" nas Américas; as muitas variedades que crescem no México se adaptam às condições climáticas.

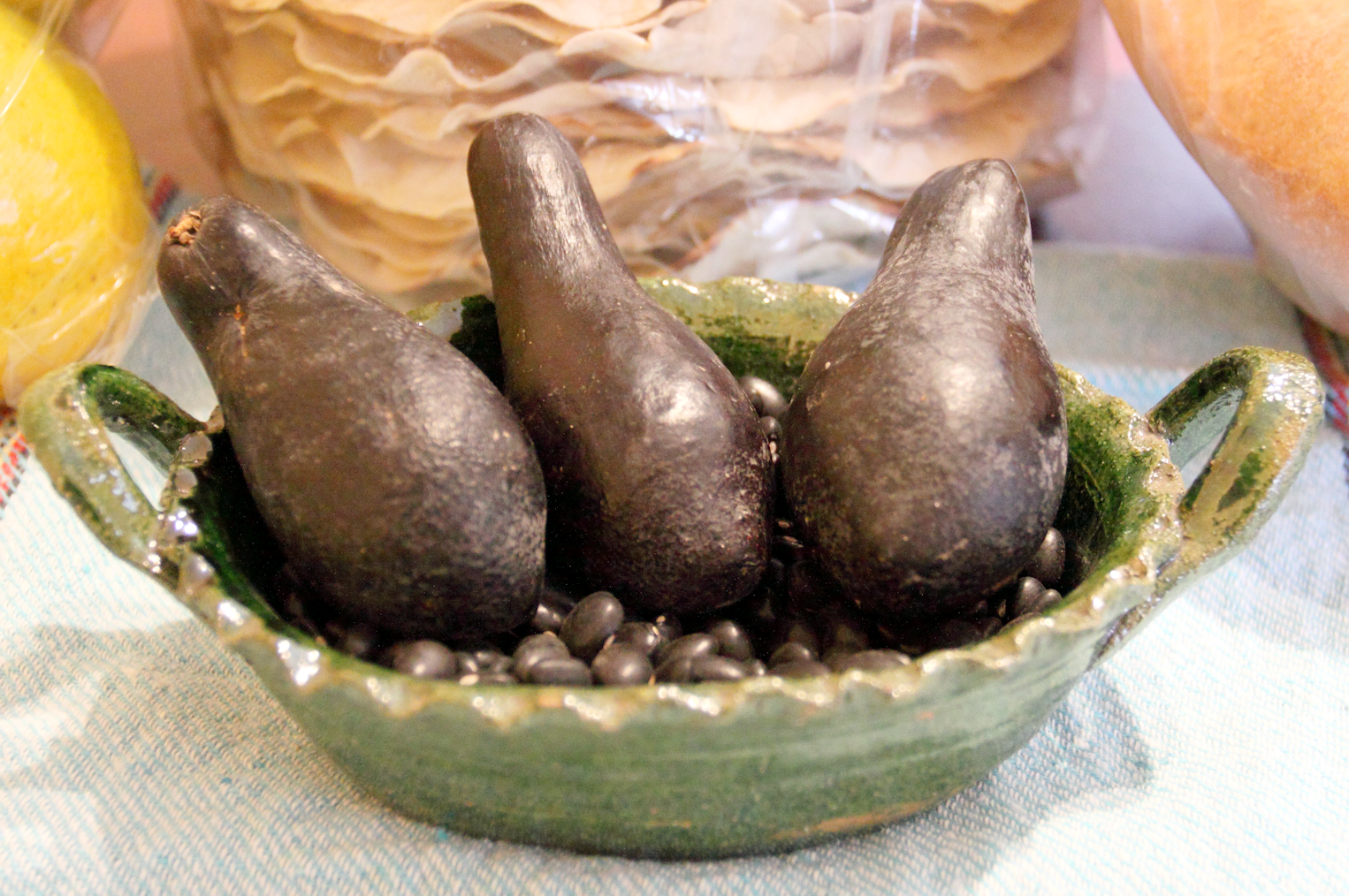
Abacates crioulos de Oaxaca.

Antigos residentes do México, incluindo os astecas e outros grupos indígenas, pensavam que a forma de uma fruta contribuía para suas propriedades. Portanto, comer abacate promove força e virilidade. A documentação colonial espanhola do século 16 sobre o uso de plantas medicinais indianas reafirma essa associação, observando a reputação da fruta como afrodisíaco, bem como sua propensão para auxiliar o parto e reduzir a inflamação e indigestão. O abacate provavelmente também tinha um significado cultural para os maias, que acreditavam no renascimento de seus ancestrais como árvores e, portanto, eram conhecidos por cercar suas casas com árvores frutíferas, incluindo abacates.
Na década de 1950, pomares da cultivar Fuerte foram estabelecidos; duas décadas depois, pomares da cultivar Hass foram estabelecidos e ela se tornou a principal cultivadora do país. Esta cultivadora surgiu quando um funcionário dos correios no sul da Califórnia, Rudolph Hass, deu um salto de fé para comprar um pequeno bosque de 1,5 acre em La Habra Heights para experimentar o cultivo de abacateiros de alto rendimento. O enxerto que ele decidiu e patenteou em 1935 era predominantemente guatemalteco com alguns genes mexicanos. Produzia frutas com um tom de roxo mais escuro do que muitos estavam acostumados, mas era mais saboroso, menos oleoso e conservado melhor. Os lucros de Hass com sua patente até o vencimento em 1960 totalizaram magros US $ 4.800. Hoje, mais de 85% dos abacates cultivados globalmente são da variedade Hass. Os abacates Hass mostraram suscetibilidade a pragas como os ácaros da Persea e tripes do abacate.
Em 2007, o abacate foi a quinta safra de frutas do México. Por ser um alimento básico, a maioria dos abacates produzidos no México são consumidos no país. O consumo doméstico fresco para 2010-11 foi estimado em 806,119 t (888,594 short tons; 793,388 long tons), representando um aumento de 8,45% em relação ao ano anterior.

## Produção
A produção mexicana de abacate está concentrada no estado de Michoacán, no centro-oeste do México. Respondendo por 92% da produção nacional da safra, Michoacán é líder mundial na produção de abacate, com aproximadamente 106,000 ha (260,000 acres).
As condições favoráveis para uma grande produção no país se devem à disponibilidade de terras, mão de obra barata e padrão de chuvas. As técnicas de colheita incorporam varas manuais e cestos, colhendo a safra quando ela está madura, embora ainda seja difícil. Em 1985, as estimativas de produção eram de 401,000 t (442,000 short tons; 395,000 long tons).
Em 2013, a FAO relatou 21.511 produtores de abacate no México, dos quais 10.000 eram de Michoacán. Isso também criou 279 empacotadores e comerciantes nacionais e 17 empacotadores / exportadores. Surgiram 14 indústrias de processamento que produziam produtos como guacamole, polpa, metades, produtos congelados, bebidas e óleo não refinado. Essas atividades criaram mais de 40.000 empregos diretos, cerca de 70.000 empregos sazonais e mais de 180.000 empregos indiretos permanentes.
Tancítaro, Michoacán declarou-se "a capital mundial do abacate e realiza anualmente o Festival do Abacate.

## Abastecimento
As cadeias de abastecimento do abacate são opacas, envolvem vários atores e atravessam grandes distâncias. Essa opacidade reduz a comunicação em toda a cadeia de abastecimento, suprime informações sobre as condições de produção e aumenta o risco de danos ambientais e sociais. Os exportadores mexicanos mantêm um banco de dados de rastreamento de fazendas no nível da caixa, mas comunicam apenas o país de origem aos varejistas e consumidores finais.

## Impacto ambiental
As plantações de abacate estão associadas a quase um quinto do desmatamento no estado de Michoacán de 2001 a 2017. Um estudo de 2021 do The Journal of Environmental Management descobriu que um quarto das plantações de abacate estão em Áreas Biológicas Chave, que são definidas como áreas vitais para a preservação de espécies ameaçadas. Isso sugere que a expansão do abacate em Michoacán está influenciando negativamente a biodiversidade da região. As plantações de abacate também contribuem para a escassez de água e poluição do uso de agroquímicos. Essas pressões não mostram sinais de diminuir à medida que as exportações continuam subindo.

## Exportações
Seu potencial de exportação é limitado devido à qualidade do produto. As exportações aumentaram mais de 4 vezes no período de 2000 a 2011, e em 2011 representaram 27,45% de sua produção total de 12,640,000 t (13,930,000 short tons; 12,440,000 long tons) . Sua exportação na forma bruta é limitada devido ao problema de várias espécies de gorgulhos do abacate. A partir de 1914, os Estados Unidos começaram a restringir as importações de abacate para reduzir as chances de surtos de gorgulho. Essas restrições foram eliminadas em 1997, aproveitando o impulso do Acordo de Livre Comércio da América do Norte para encorajar o intercâmbio continental. Produtos de abacate como polpa de abacate, pasta de abacate e guacamole são mais populares para exportação e, dessa forma, sua exportação para os EUA correspondeu à importação de valor de todos os abacates frescos importados. As exportações de abacates do México nos Estados Unidos chegaram a 1,7 bilhão em 2016, de acordo com a AFM, já que o consumo per capita de abacates nos Estados Unidos aumentou sete vezes entre 2000-2016.